# Justin Morrow
Justin Morrow (* 4. Oktober 1987 in Cleveland) ist ein US-amerikanischer Fußballspieler auf der Position des Abwehrspielers.

## Karriere

### Jugend und Amateurfußball
Morrow spielte für das Collegeteam der University of Notre Dame und erzielte dabei in 89 Spielen sieben Tore. Bereits während seiner Collegejahre spielte er jeweils ein Jahr für die Indiana Invaders, die Cleveland Internationals und für Chicago Fire U-23 in der USL Premier Development League. Mit Chicago Fire U-23 stand er 2009 im Finale um die Meisterschaft der USL PDL.

### Vereinskarriere
Morrow wurde als zwölfter Pick in der zweiten Runde des MLS SuperDraft 2010 von den San José Earthquakes gewählt.
Sein Pflichtspieldebüt absolvierte er am 14. April 2010 im Spiel gegen Real Salt Lake. Sein Debüt in der MLS gab er allerdings erst am 1. Mai 2010 im Spiel gegen die Colorado Rapids. Während der Saison 2010 wurde er an die Tampa Bay Rowdies ausgeliehen. Nachdem er zum Saisonstart 2011 wieder zurückgekehrt war, wurde er wieder an die Tampa Bay Rowdies ausgeliehen. Allerdings war diese Ausleihe nur von kurzer Dauer, sodass er schon im Juli 2011 wieder zurückkehrte. Im darauffolgenden Jahr wurde er Stammspieler der San José Earthquakes und seine Mannschaft gewann überraschend den MLS Supporters’ Shield.
Nach der Saison 2013 wechselte Morrow zum Ligakonkurrenten Toronto FC. Vom Onlineblog der Walking the Red, einer Fangruppierung des Toronto FC, wurde er zum wertvollsten Spieler seines Teams in der Saison 2014 gewählt.

### Nationalmannschaft
Morrow gab sein Debüt für die Fußballnationalmannschaft der Vereinigten Staaten am 29. Januar 2013 gegen Kanada. Er war Teil des Kaders der USA bei dem CONCACAF Gold Cup 2017.